# Jårmejávrre
Jårmejávrre, enligt tidigare ortografi Jårmejaure, är en sjö i Gällivare kommun i Lappland och ingår i Luleälvens huvudavrinningsområde. Sjön har en area på 0,149 kvadratkilometer och ligger 1 085,1 meter över havet. Jårmejávrre ligger i Stora Sjöfallet Natura 2000-område.

## Delavrinningsområde
Jårmejávrre ingår i det delavrinningsområde (751351-157902) som SMHI kallar för Mynnar i Akkajaure. Medelhöjden är 1 039 meter över havet och ytan är 18,48 kvadratkilometer. Det finns inga avrinningsområden uppströms utan avrinningsområdet är högsta punkten. Jårmejåhkå som avvattnar avrinningsområdet har biflödesordning 2, vilket innebär att vattnet flödar genom totalt 2 vattendrag innan det når havet efter 345 kilometer. Avrinningsområdet består mestadels av skog (11 procent) och kalfjäll (88 procent). Avrinningsområdet har 0,15 kvadratkilometer vattenytor vilket ger det en sjöprocent på 0,8 procent. Delavrinningsområdet täcks till 0,3 procent av glaciärer, med en yta av 0,0556 kvadratkilometer.